# 帕特南鎮區 (堪薩斯州安德森縣)
帕特南鎮區（英語：Putnam Township）為位在美國堪薩斯州安德森縣的鎮區。2010年美国人口普查中該鎮區人口有305人。該鎮區於1870年設立，由利安德·帕特南（Leander Putnam）命名。

## 地理
帕特南鎮區涵蓋面積86.9平方（33.6平方英里），境內無城鎮設立。根據美國地質調查局的資料，此鎮區僅有1座墓園：西西庇阿墓園（West Scipio Cemetery）。
該鎮區有德賴溪（Dry Branch）等溪流通過。

## 人口統計
根據2010年美國人口普查，帕特南鎮區人口有305人，人口密度為3.51人/平方公里。種族組成方面，95.41%為白人；2.95%為非裔美洲人；0.33%為美洲原住民；0%為亞洲人；0%為太平洋島民；0%為來自其他種族；另外有1.31%來自兩個或以上的種族。而西班牙裔美國人或拉丁美洲人等其他族裔佔該鎮區人口的0%。

## 外部連結
- US-Counties.com
- City-Data.com （页面存档备份，存于）